# Liberalisering
Liberalisering avser generellt sett en lindring av tidigare lagar och förbud, ofta gällande sociala eller ekonomiska frågor. Bland de sociala frågorna handlar det typiskt om en mildring av lagar som begränsar till exempel skilsmässor, abort, homosexualitet eller droger. Inom ekonomin kan liberalisering till exempel avse frihandelsavtal, avregleringar, privatiseringar och nedskärningar i offentlig sektor.